# 广东浸信会堂

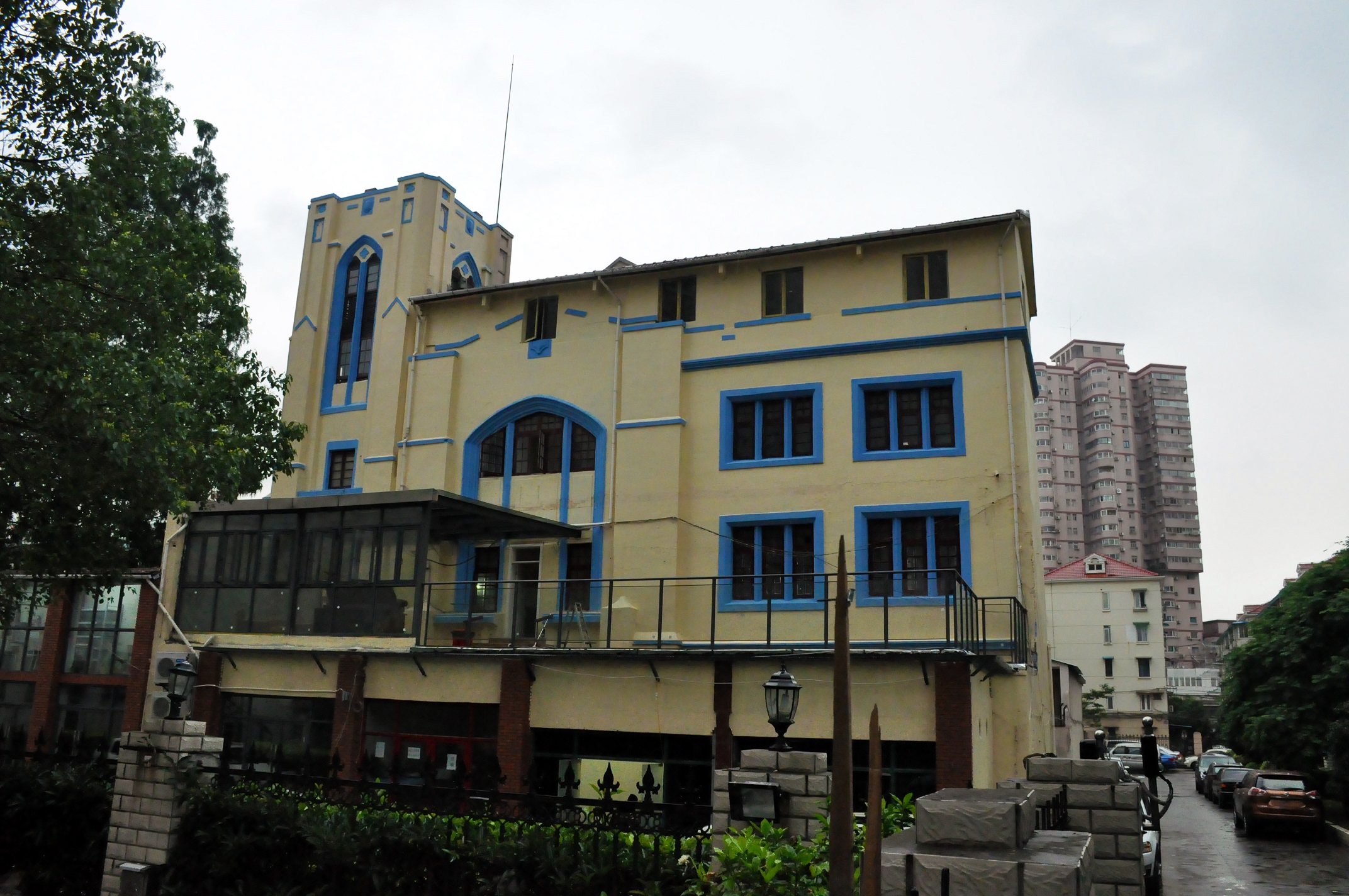
广东浸信会堂旧址

广东浸信会堂是中国上海市曾经存在的一座基督教新教教堂，位于虹口区新乡路66号，后门在川公路109号。
广东浸信会堂由美南浸信会差会牧师万应远博士开辟于1905年，供在上海的广东籍浸信会信徒礼拜之用。
广东浸信会堂成立初期，曾在虹口多处地点租屋礼拜。1920年，在越界筑路地段的白保罗路（今新乡路）购地建堂。毗邻崇德女中。
1929年，广东浸信会堂在火灾中烧毁，1931年重建。
1937年淞沪会战爆发后，广东浸信会堂和崇德女中因地处战区，被迫迁至公共租界西区租屋礼拜，1940年起迁至西摩路535弄30号（今陕西北路461号）。抗战结束后，广东浸信会堂总堂返回新乡路原址，楼上为教堂，楼下为崇德小学。陕西北路改作分堂和崇德女中地址。
1958年，在“献堂献庙”的高潮中，广东浸信会堂被献给人民政府，新乡路总堂划归上海工艺品厂，楼下为新乡路幼儿园；陕西北路分堂划归七一中学。总堂和分堂信徒分别参加虹口区和静安区的三自爱国教会“联合礼拜”。
2003年，广东浸信会堂旧址列为虹口区登记不可移动文物。2015年，广东浸信会堂列为上海市优秀历史建筑，编号HK-J-029-V。